# Angus (jméno)
Angus je mužské křestní jméno. Anglicizovaná verze irského jména Aonghus, je složen z keltských slov znamenající jeden a výběr. Skotská verze je Aonghus a irská forma je Aengus.
Toto jméno připomíná piktského krále, jehož jméno znělo jako Onnust či Hngus. Dřívější gaelská forma Oengus byla půjčena z britsko-piktského Onuist. Tito jména jsou všechna odvozena z keltského *Oinogustos. Lingvista John Kneen odvoil toto jméno ze dvou keltských slov nalezených: *Oino-gustos, znamenající jeden výběr.
Další význam je silný, odvozený z irského slova óen první a gus síla, energie. Aoghus (někdy uváděn s příjmením Mac Og znamenající "mladý syn") byl irský bůh lásky a mladí. Jméno nosilo několik irských králů.
- stará irština – Óengus
- moderní irština – Aengus
- hibernovaná angličtina – Aeneas
- skotská gaelština – Aonghas
- skostská angličtina – Angus

## Zdrobnělina
Angie, Gus, Angusek, Gusy, Gusie, Ang

## Známí nositelé
- Angus Clark, kytarista, zpěvák, písničkář
- Angus Deayton (* 1956), britský herec, scenárista, iluzionista, muzikant, komik a televizní moderátor
- Angus Eve, trinidadsko-tobažský fotbalový záložník
- Angus T. Jones (* 1993), americký herec
- Angus MacGyver, fiktivní postava z amerického seriálu MacGyver
- Angus MacLise, americký hudebník
- Angus McBean (1904-1990), velšský fotograf
- Angus McLaren (* 1988) – australský herec
- Angus Young (* 1955), australský kytarista AC/DC narozený ve Skotsku